# 三江国家湿地公园
三江国家湿地公园是位于中国重庆市合川区跨铜溪镇、渭沱镇、合阳城街道、南津街街道、钓鱼城街道、草街街道、盐井街道的一座国家湿地公园，范围包括嘉陵江渠河口至合川境约34.8公里河段、涪江渭沱电站大坝至嘉陵江断面22.1公里河段、小安溪、百岁溪部分区域，总面积3860.15公顷，其中湿地面积2585.86公顷，由合川三江国家湿地公园管理处管理，是西南地区最大的湿地公园。

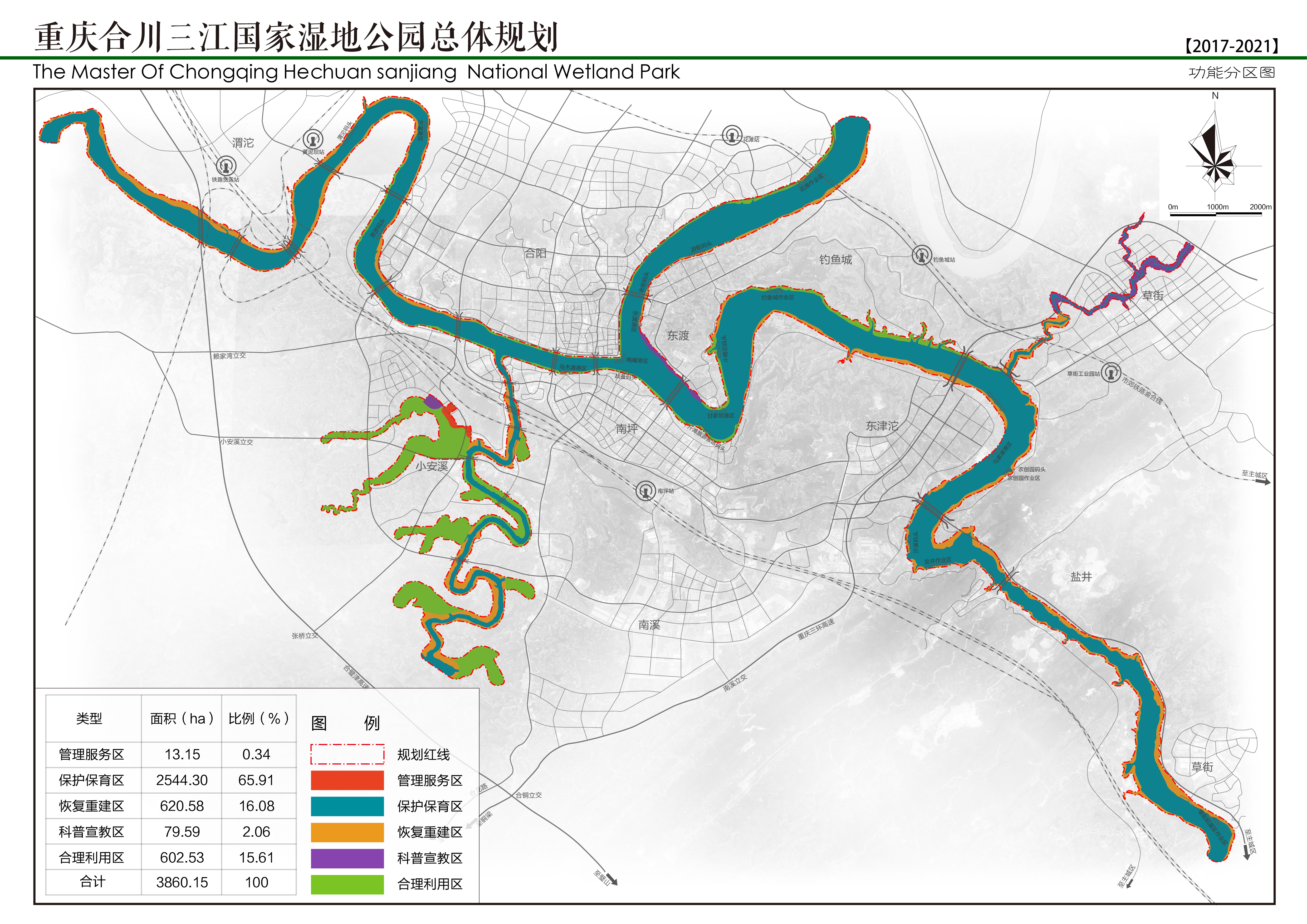
三江国家湿地公园总体规划图

## 公园分区
三江国家湿地公园有以下5个分区：

### 保护保育区
保护保育区包括嘉陵江干流、涪江干流、小安溪支流、百岁溪支流常见水位所有水面部分，面积2544.3公顷。区域内水生环境良好。為了保护现有生态环境，區域內只可進行保护、监测等必需的保护管理活动。

### 恢复重建区
恢复重建区包括嘉陵江干流、涪江干流、百岁溪支流常水位线以上至河岸绿化带区域、小安溪支流常水位线至堤坝上缘区域，面积620.58公顷。区域内着重于生态恢复，通过结合“河流-库塘”湿地复合系统重建河岸湿地生态系统，将主要进行水体修复、柔性河岸恢复，鸟类生境恢复、鱼类生境恢复、多功能多带缓冲系统构建、河岸植物景观林带恢复等工作。

### 合理利用区
合理利用区包括小安溪的7条支流及部分城区嘉陵江、涪江滨江绿化带河钓鱼城至百岁溪河口的滨河区域，总面积602.53公顷。区域内有如钓鱼城、文峰古街、合川滨江公园、百岁溪湿地公园等丰富的人文、景观资源，综合湿地自然资源合理发展旅游业。

三江国家湿地公园合理利用区内的部分公园
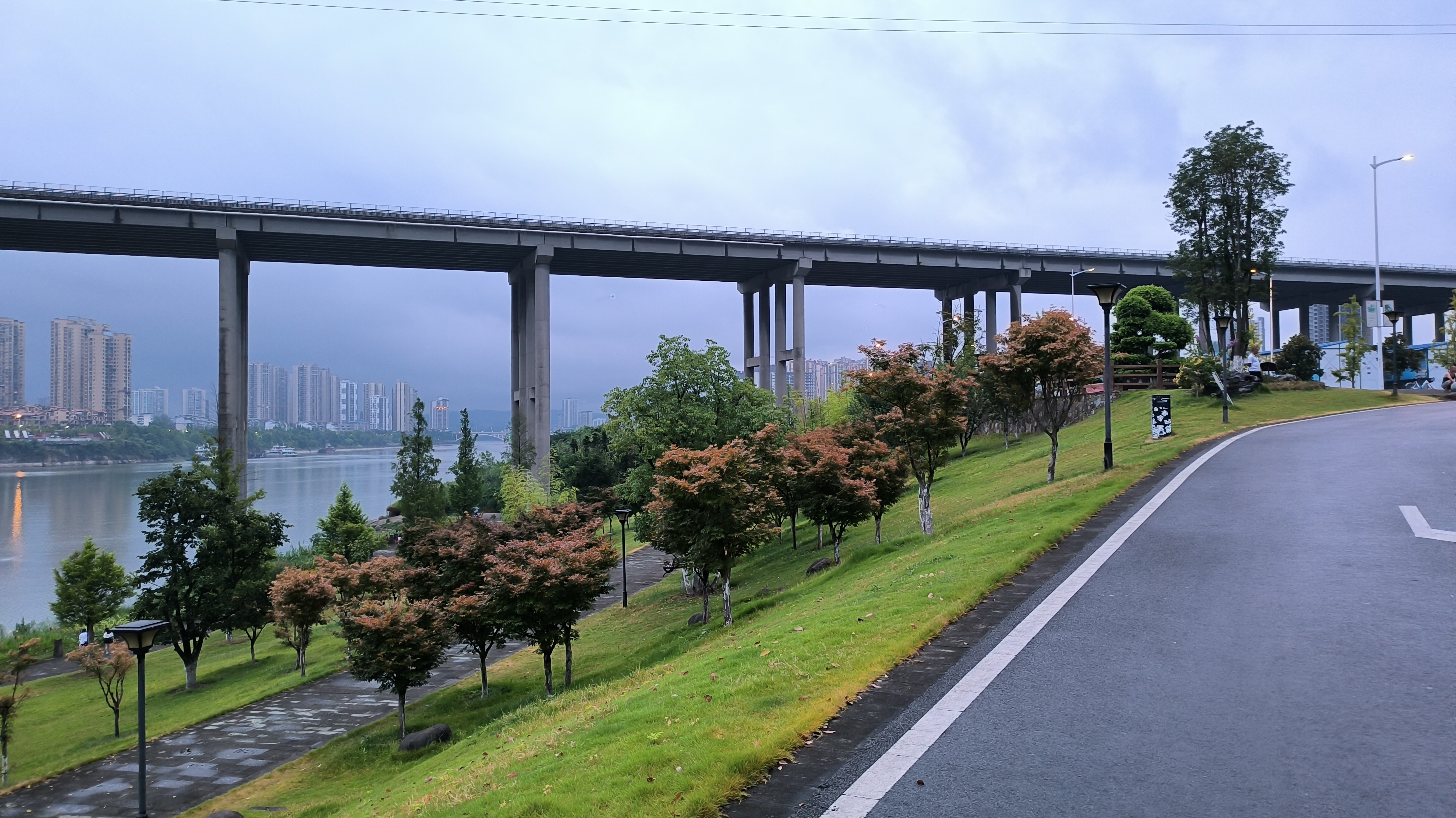
赵家渡水生态公园（2016年完工）
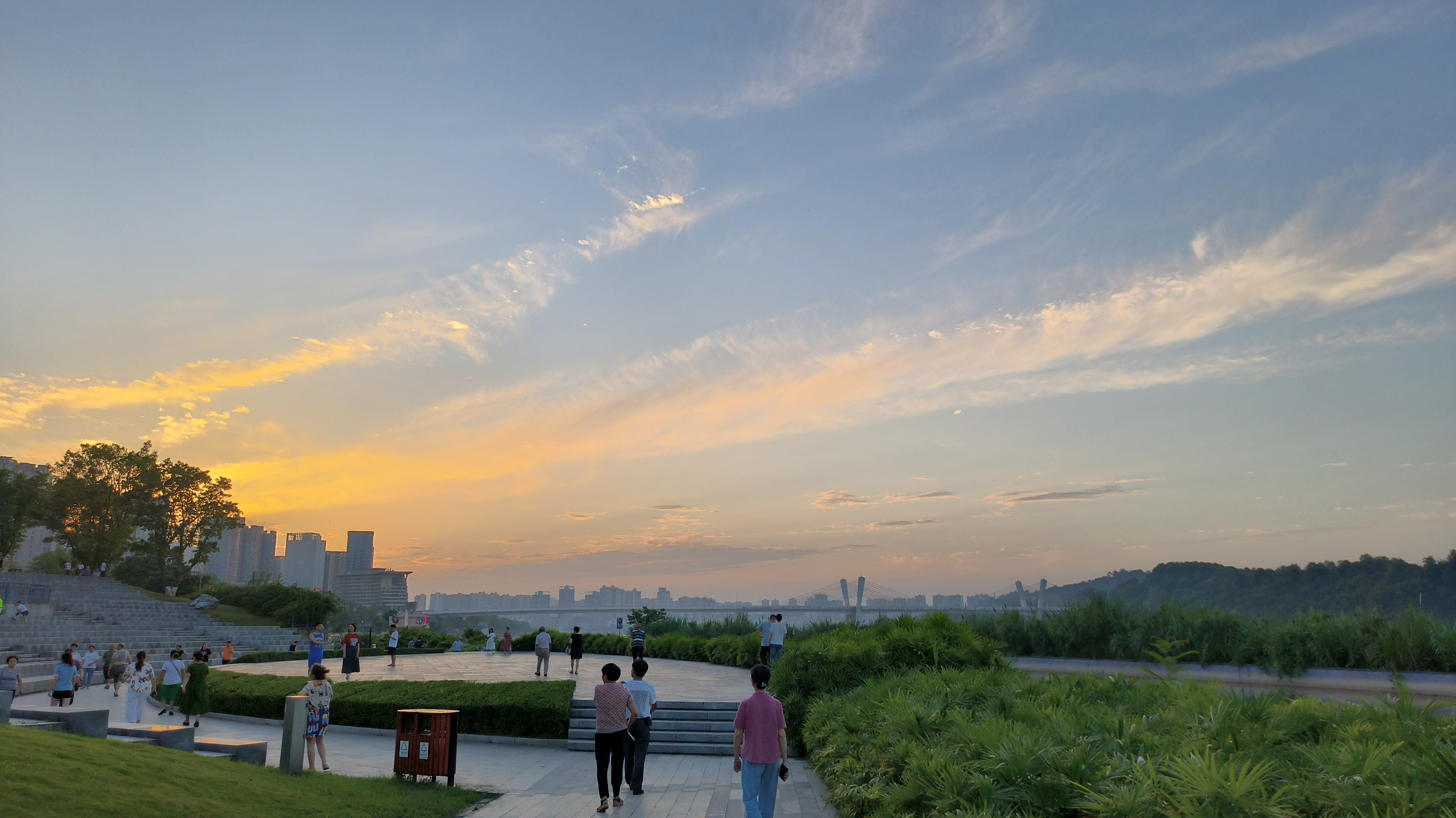
东津沱滨江公园（2020年完工）
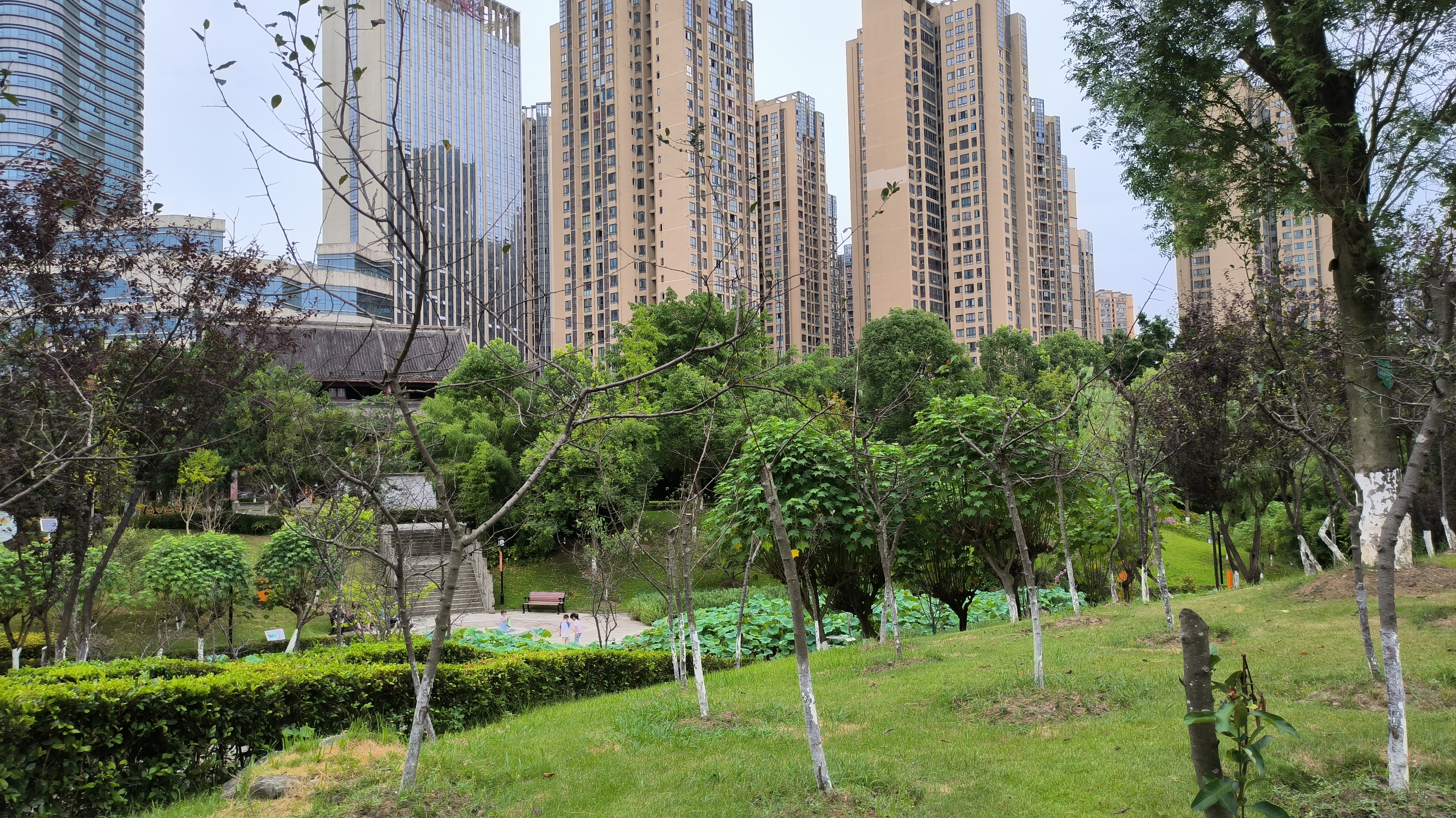
文峰塔公园（2011年完工）
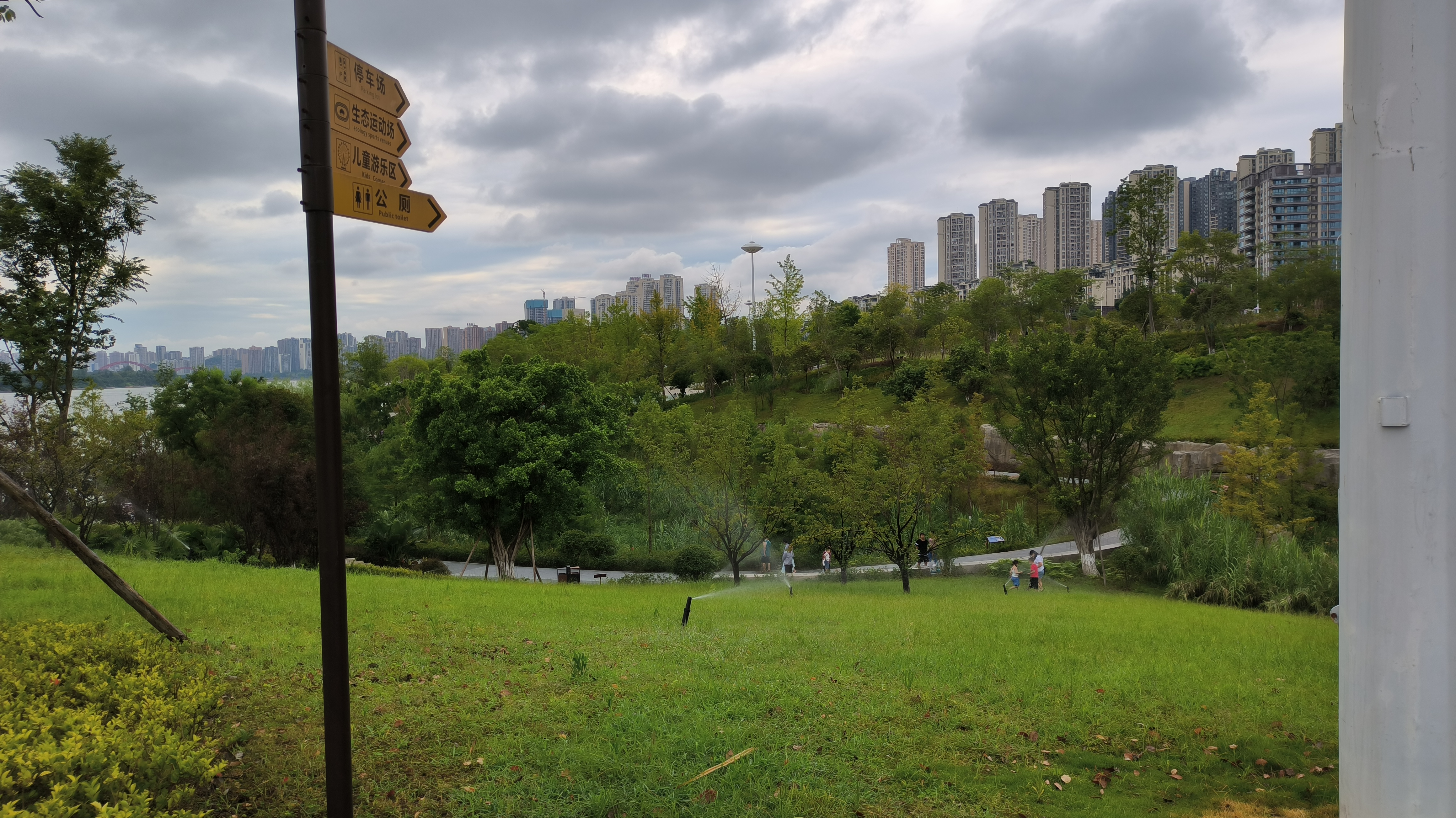
花滩市政南公园（2020年完工）
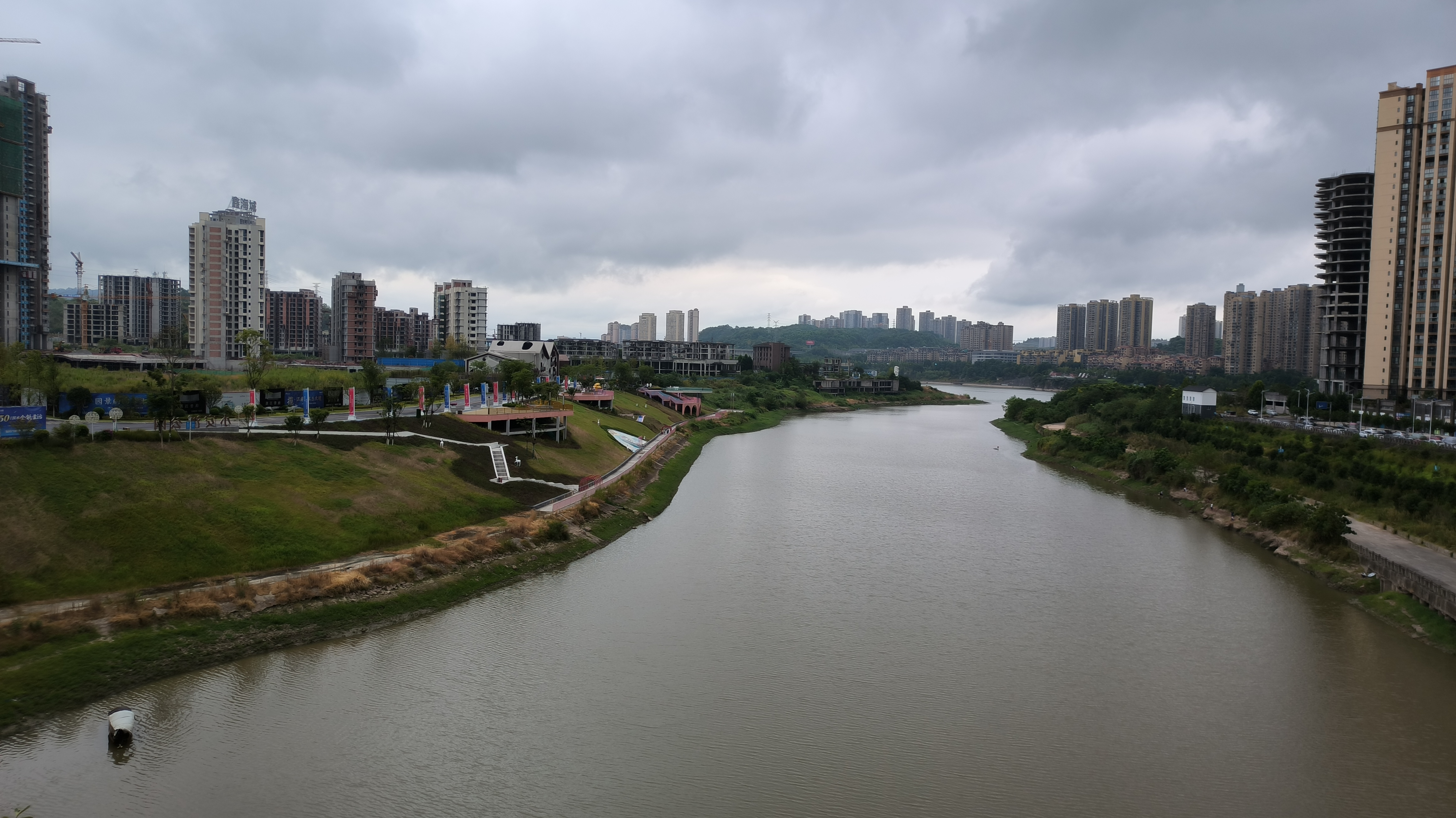
小安溪公园（左侧，2022年完工）

### 科普宣教区
科普宣教区包括小安溪四号湖、百岁溪、钓鱼城半岛河岸，总面积79.59公顷。区域内着重于对湿地生态等知识进行科普，进行教育、生态展示等活动。

### 管理服务区
管理服务区包括公园的管理、服务机构和设施。

## 历史沿革
2016年12月，三江国家湿地公园通过国家林业和草原局专家实地考察论证和专家评审并公示。
公园分近期和远期两期建设：近期于2017-2019年进行，期间新建了东津沱滨江公园；远期于2020-2021年进行，期间新建了花滩滨江公园。
2019年，合川区公布《合川区三江流域环境保护负面清单》。
2021年8月，三江国家湿地公园列入合川区“十四五”规划中实施生态修复重大工程的内容。
2021年10月，合川区公布《重庆合川三江国家湿地公园管理办法》。